# Adriaen Bloemaert
Adriaen Abrahamsz. Bloemaert (alternatieve naam: Adriaan Bloemaert) (Utrecht, ca. 1609 - aldaar, begraven 8 januari 1666) was een Nederlands schilder, tekenaar en mogelijk ook graveur. Hij schilderde met name geschiedkundige werken, landschappen (die doen denken aan Adam Elsheimer) en portretten (toegeschreven door Heineken, maar niet gesigneerd).
Adriaen was de derde zoon van Abraham Bloemaert uit zijn tweede huwelijk. Hij ging bij zijn vader in de leer en maakte vervolgens een reis naar Italië. Op de terugweg bezocht hij Wenen om uiteindelijk te gaan werken in Salzburg. Aldaar maakte hij gedurende 1637 en 1638 voor aartsbisschop Paris von Lodron en Albert III Keuslin, de abt van het benedictijnse Sticht Sint-Petrus en directeur van de Universiteit van Salzburg, verschillende werken, waarvan acht Mysteries van de rozenkrans en een altaarstuk tot op heden zijn bewaard gebleven (tentoongesteld in de Aula Academica van de universiteit). Vervolgens werkte hij van 1638 tot 1640 in Freistadt voor het stadsbestuur aan een groot altaarstuk van 4,5 bij 3,1 meter (over het martelaarschap van Catharina) voor de Stadtpfarrkirche en voor welgestelde burgers een kleiner en minder fraai altaarstuk voor de Liebfrauenkirche (over de Drie Koningen). Vanaf ongeveer 1651 tot aan zijn dood werkte hij vervolgens in Utrecht.
Enkele werken die gesigneerd zijn met 'A. Bloemaert' en vroeger aan hem werden toegeschreven, worden dit sinds 1996 aan de Middelburgse schilder Abraham Blommaert (actief tussen 1651 en 1671).

## Lijst van schilderijen
| Titel                       | Datering    | Verblijfplaats                      | Afbeelding |
| --------------------------- | ----------- | ----------------------------------- | ---------- |
| Berglandschap               | 1625 - 1666 | Museum Bredius, Den Haag            |            |
| Altaarstuk                  | 1637 - 1638 | Universiteit van Salzburg, Salzburg |            |
| Mysteries van de rozenkrans | 1637- 1638  | Universiteit van Salzburg, Salzburg |            |

## Trivia
Tijdens het schilderen in Salzburg zou hij volgens sommige bronnen woorden met een andere student hebben gekregen waarbij hij vervolgens zou zijn gedood in een duel. Dit verhaal lijkt echter niet te passen binnen zijn levensgeschiedenis.